# The King of Blaze (manhua)
The King of Blaze, también conocida como Fire King (en chino tradicional, 火王; pinyin, Huǒwáng; Wade-Giles, Huo3-Wang2; bopomofo, ㄏㄨㄛˇ ㄨㄤˊ; literalmente, ‘El rey del fuego’; en neerlandés: De Brand Koning) es una serie de historieta taiwanesa (llamado manhua en Taiwán) del estilo shōjo, escrita e ilustrada por You Su-lan, serializada en Gong Juu Comics a partir de 1991 y publicado por Da Ran Culture en formato tankōbon en chino tradicional en el año 1992.
El manhua es la segunda entrega de la colección «The Seven Mirrors' Stories», y una secuela de Melancholic Princess, que es la primera entrega. Se considera una de las primeras historietas yaoi de Taiwán. La historieta cuenta la historia de las tres vidas (reencarnación) y el destino del dios del fuego y del dios del viento.

## Sinopsis
La historia se desarrolla tres años después de la desaparición del mausoleo de Li Ying, la princesa imperial de la dinastía Tang (véase Melancholic Princess), que es la vida pasada de Wei Yung-chien. Yung-chien conoce a Teles Connelly Downey, un emprendedor y CEO holandés-estadounidense de Nueva York que es la reencarnación de Chung Tien, el dios del fuego (rey del fuego), y ambos comparten una sensación familiar.
Yung-chien continúa su búsqueda de los siete espejos de bronce que representan a los siete dioses, con la esperanza de encontrar a Shang Hsüan. Mientras comienzan a aflorar los recuerdos de las vidas pasadas en la antigüedad remota y la dinastía Tang (siglo Ⅶ) de Downey, cuando conoció a su llama gemela Ssŭ-tu Fêng-chien, la reencarnación de Chien Mei, el dios del viento. Un amor imposible entre ellos, Chien Mei muere y se reencarna, vistiéndose como una chica, se encuentra de nuevo con el dios del fuego que amaba. Cuando el destino lo dispuso, ¿cómo encaja Downey en esta interminable rueda del destino?

## Personajes
Chung Tien (仲天): El dios del fuego, rey de las llamas con el pelo rojo, a pesar de esto, ha sido conocido como del corazón más frío entre los siete dioses. Su primera reencarnación en la dinastía Tang (siglo Ⅶ) es un herrero caucásico de las Regiones Occidentales, conoce a Ssŭ-tu Fêng-chien, su llama gemela, en esta vida. Teles (Terlirice) Connelly Downey es su segunda reencarnación en la era contemporánea, un joven magnate holandés-estadounidense de Nueva York. Según la autora, la apariencia física de este personaje está inspirada por el modelo holandés-sueco Marcus Schenkenberg.
Chien Mei (千湄): El dios del viento, un niño hermoso con cabello rubio, es ciego, pero tiene la capacidad de ver los hilos del destino. Reencarnado en la dinastía Tang con el nombre de Ssŭ-tu Fêng-chien (司徒奉劍), un famoso adivino de la época. Se vistió como una jovencita para guardar el secreto que ya no creció desde la edad de trece años. Shannon Arden es su segunda reencarnación en la era contemporánea, un psíquico adolescente de los Estados Unidos. Él es el alma gemela de Chung Tien.
Wei Yung-chien (蔚詠倩): Una chica taiwanesa-estadounidense de diecinueve años que vive en la ciudad de Nueva York, tiene sentimientos profundos de afecto por Shang Hsüan, el dios de la creación y el universo. Ella es la reencarnación de Li Ying, una princesa imperial ficticia se retrata como la hija del emperador Kao-tsung y la emperatriz Wu Tsê-tien, quien, a su vez, es la reencarnación de Hua Chêng, la diosa del agua.
Flora Orr de Castel (佛羅納·奧爾·德卡斯爾): Una princesa de cierto principado centroeuropeo (originalmente una princesa árabe de ascendencia árabe-inglesa llamada Flora Whitall en la primera edición), la prometida de Teles Connelly Downey. Ella es la encarnación del espejo de agua.
Olive Contan (歐琳·康特): La secretaria de Teles Connelly Downey, que está enamorada de él, pero Downey la ve como una hermana mayor. Ella es asesinada por Dore.
Cygnus (西奈): Originalmente una reportera, más tarde se convierte en la nueva secretaria de Teles Connelly Downey, después de la muerte de Olive Contan.
Robert Fos (勞勃特·佛斯): Un periodista estadounidense y amigo cercano del padre de Wei Yung-chien, quien descubrió el mausoleo de Li Ying en La Princesa Melancólica.
Frederic Don (費迪沙·唐): Conocido como el asesino más caro, trabaja para Teles Connelly Downey.
You Hê (優河): El dios de los lagos, el rival en el amor de Chung Tien.
Chüeh Wên (爵文): Amigo de la infancia de Wei Yung-chien, tiene una personalidad alegre.
Dore (多雷): El guardaespaldas de la princesa Flora, hizo una promesa que matará a cualquiera que hiera los sentimientos de Flora.

## Lista de volúmenes
- La primera edición contiene 13 volúmenes.

| N.º        | Título     | Traducción literal                                | Da Ran Culture         | Da Ran Culture     |
| N.º        | Título     | Traducción literal                                | Fecha de publicación   | ISBN               |
| ---------- | ---------- | ------------------------------------------------- | ---------------------- | ------------------ |
| Volumen Ⅰ  | 火王再現   | La reaparición del rey del fuego                  | 1 de junio de 1992     | ISBN 957-72-5641-4 |
| Volumen Ⅱ  | 赫爾拉娜   | Jerlana, el espejo del agua                       | 1 de diciembre de 1992 | ISBN 957-72-5128-5 |
| Volumen Ⅲ  | 獵謀隱獸   | La caza de la bestia oculta                       | 1 de junio de 1993     | ISBN 957-72-5642-2 |
| Volumen Ⅳ  | 曙光前世   | El amanecer de los recuerdos de las vidas pasadas | 1 de diciembre de 1993 | ISBN 957-25-0352-9 |
| Volumen Ⅴ  | 記憶唐時   | Los recuerdos de la dinastía Tʻang                | 1 de abril de 1994     | ISBN 957-25-0845-8 |
| Volumen Ⅵ  | 羽韻蒼飛   | Las plumas voladoras                              | 1 de octubre de 1994   | ISBN 957-25-1250-1 |
| Volumen Ⅶ  | 如夢隔世   | Un sueño entre dos mundos                         | 1 de febrero de 1995   | ISBN 957-25-1514-4 |
| Volumen Ⅷ  | 昭誓今生   | La promesa de por vida                            | 1 de julio de 1995     | ISBN 957-25-1687-6 |
| Volumen Ⅸ  | 火焰血誓   | La ardiente promesa de sangre                     | 1 de febrero de 1996   | ISBN 957-25-1887-9 |
| Volumen Ⅹ  | 浩渺之鷹   | El halcón celestial                               | 1 de diciembre de 1996 | ISBN 957-25-2601-4 |
| Volumen Ⅺ  | 日升月恆   | La eternidad                                      | 1 de julio de 1997     | ISBN 957-25-2864-5 |
| Volumen Ⅻ  | 雨過天涯   | Lluvia sobre el final del horizonte               | 1 de diciembre de 1997 | ISBN 957-25-3267-7 |
| Volumen ⅩⅢ | 永恆的起點 | El eterno punto de partida                        | 1 de febrero de 1998   | ISBN 957-25-3381-9 |

- La nueva edición contiene 14 volúmenes.

| N.º | Título   | Traducción literal                                | Kung Long International Publishing Co. | Kung Long International Publishing Co. |
| N.º | Título   | Traducción literal                                | Fecha de publicación                   | ISBN                                   |
| --- | -------- | ------------------------------------------------- | -------------------------------------- | -------------------------------------- |
| Ⅰ   | 重生之章 | El capítulo del renacimiento                      | 1 de noviembre de 2001                 | ISBN 957-0498-36-6                     |
| Ⅱ   | 今塵照命 | La reflexión del destino                          | 1 de diciembre de 2001                 | ISBN 957-0498-39-0                     |
| Ⅲ   | 曙光前世 | El amanecer de los recuerdos de las vidas pasadas | 1 de febrero de 2002                   | ISBN 957-0498-43-9                     |
| Ⅳ   | 記憶唐時 | Los recuerdos de la dinastía Tʻang                | 1 de marzo de 2002                     | ISBN 957-0498-49-8                     |
| Ⅴ   | 羽韻蒼飛 | Las plumas voladoras                              | 1 de abril de 2002                     | ISBN 957-0498-50-1                     |
| Ⅵ   | 凝眸曾經 | Ojos en el pasado                                 | 1 de mayo de 2002                      | ISBN 957-0498-52-8                     |
| Ⅶ   | 如夢隔世 | Un sueño entre dos mundos                         | 1 de junio de 2002                     | ISBN 957-0498-55-2                     |
| Ⅷ   | 昭誓今生 | La promesa de por vida                            | 1 de julio de 2002                     | ISBN 957-0498-56-0                     |
| Ⅸ   | 遠颺蒼鷹 | El halcón volador                                 | 1 de agosto de 2002                    | ISBN 957-0498-61-7                     |
| Ⅹ   | 相會神陵 | Reunión en el mausoleo divino                     | 1 de septiembre de 2002                | ISBN 957-0498-60-9                     |
| Ⅺ   | 浩渺來生 | Visión remota del más allá                        | 1 de octubre de 2002                   | ISBN 957-0498-67-6                     |
| Ⅻ   | 昂首寂寥 | Sin miedo a la soledad                            | 1 de diciembre de 2002                 | ISBN 957-0498-68-4                     |
| ⅩⅢ  | 日升月恆 | La eternidad                                      | 1 de enero de 2003                     | ISBN 957-0498-74-9                     |
| ⅩⅣ  | 終章     | El capítulo final                                 | 1 de marzo de 2003                     | ISBN 957-0498-80-3                     |

## Recepción
The King of Blaze ha vendido 70 mil copias de cada volumen (tankōbon) en Taiwán, y más de 30 millones de volúmenes recopilados de edición pirata en China, y fue reimpreso 62 veces. Fue seleccionado como el manhua más popular entre las historietas asiáticas (incluyendo manhua de Hong Kong, manga de Japón, y manhwa de Corea) publicadas en Taiwán por el Reader’s Choice Vote realizado por el periódico taiwanés China Times, en 1997.

## Adaptación
En 2017, Mango TV, una red de televisión china, adaptó The King of Blaze a una serie de televisión del mismo nombre, que se estrenó el 26 de noviembre de 2018.
La serie recibió respuestas generalmente negativas tanto de los críticos como de los telespectadores debido a las enormes diferencias entre el manhua y su adaptación, y al convertir el manhua de BL (Boys’ Love) en un drama de BG (Boy & Girl), bajo la presión de una moción de censura de la Administración Nacional de Radio y Televisión de China. Se ha cuestionado por la audiencia si la serie es algo parecido al manhua, excepto los nombres de algunos personajes principales. Y el casting y los efectos especiales han sido criticados por ser inapropiados y horribles, respectivamente.